# Distretti congressuali della Carolina del Sud

Distretti congressuali della Carolina del Sud

Lo stato della Carolina del Sud è diviso in 7 distretti congressuali, ognuno rappresentato da un rappresentante alla Camera dei rappresentanti degli Stati Uniti.
I distretti sono attualmente rappresentati al 119º Congresso degli Stati Uniti d'America da 6 repubblicani e da 1 democratico.

## Distretti e rispettivi rappresentanti
| Distretto | Rappresentante  | Partito      | CPVI | In carica dal    | Mappa del distretto |
| --------- | --------------- | ------------ | ---- | ---------------- | ------------------- |
| 1°        | Nancy Mace      | Repubblicano | R+6  | 3 gennaio 2021   |                     |
| 2°        | Joe Wilson      | Repubblicano | R+7  | 18 dicembre 2001 |                     |
| 3°        | Shery Biggs     | Repubblicano | R+21 | 3 gennaio 2025   |                     |
| 4°        | William Timmons | Repubblicano | R+12 | 3 gennaio 2019   |                     |
| 5°        | Ralph Norman    | Repubblicano | R+11 | 20 giugno 2017   |                     |
| 6°        | Jim Clyburn     | Democratico  | D+13 | 3 gennaio 1993   |                     |
| 7°        | Russell Fry     | Repubblicano | R+12 | 3 gennaio 2023   |                     |

## Cronologia delle configurazioni

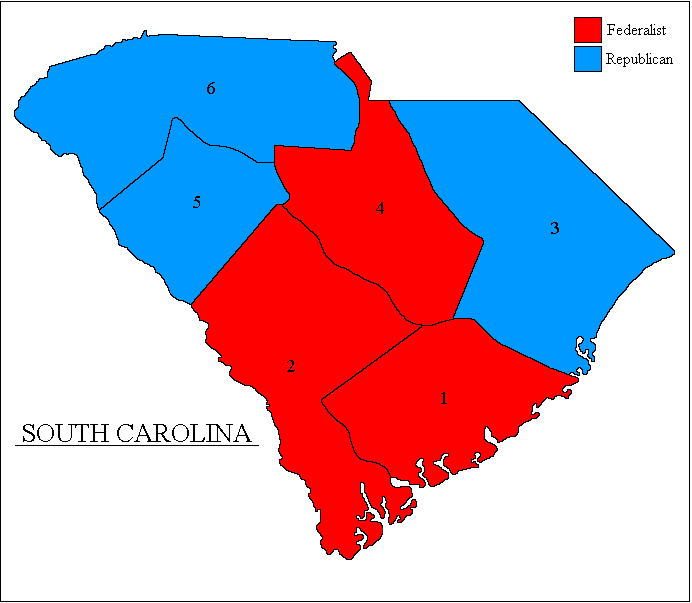
Distretti dal 1793 al 1803

Le tabelle riportano le mappe dei confini dei distretti congressuali dello stato della Carolina del Sud, presentati in maniera cronologica. Vengono mostrati tutti i cicli di modifica periodica dei distretti dal 1973 ad oggi.
| Anno      | Cartina dello stato | Dettaglio di Charleston |
| --------- | ------------------- | ----------------------- |
| 1973–1982 |                     |                         |
| 1983–1992 |                     |                         |
| 1993–2002 |                     |                         |
| 2003–2013 |                     |                         |
| 2013-2023 |                     |                         |
| Dal 2023  |                     |                         |

## Distretti obsoleti
- 8º Distretto congressuale della Carolina del Sud
- 9º Distretto congressuale della Carolina del Sud